# Hanleya nagelfar
Hanleya nagelfar är en blötdjursart som först beskrevs av Sven Lovén 1846.
Hanleya nagelfar ingår i släktet Hanleya och familjen Hanleyidae. Enligt den svenska rödlistan är arten starkt hotad i Sverige. Arten förekommer i Götaland. Artens livsmiljö är havet. Inga underarter finns listade i Catalogue of Life.